# 初代熱血硬派國夫君
《初代熱血硬派國夫君》（又译作）是一款由Technōs Japan開發並發行在超級任天堂上的動作角色扮演遊戲，於1992年8月7日在日本發售，是熱血系列在超級任天堂平台的首作。
與《熱血硬派》定位的帶狀捲軸動作遊戲不同，本作是混合了帶狀捲軸動作遊戲元素的動作角色扮演遊戲。
本作推出後睽違33年，持有熱血系列版權的亞克系統宣佈於2025年4月24日發行《Super Technos World 熱血系列與街機經典收藏版》中首次收錄，並首次英文本地化。